# Loleh Bellon
Pour les articles homonymes, voir Bellon.
Loleh Bellon, née Marie Laure Viole Bellon le 14 mai 1925 à Bayonne (Pyrénées-Atlantiques), et morte le 22 mai 1999 au Kremlin-Bicêtre (Val-de-Marne) en banlieue parisienne, est une actrice et dramaturge française.

## Biographie

### Famille et proches
Fille de la photographe Denise Bellon (1902-1999) et du magistrat Jacques Bellon, Loleh Bellon est la sœur cadette de la réalisatrice Yannick Bellon (1924-2019). Dans son enfance, elle grandit dans le monde du cinéma, de la littérature et de la photographie et devient modèle pour sa mère, pour un certain nombre de publications.
Elle est une amie intime d'Anne et Gérard Philipe.
Loleh Bellon a été l'épouse de Jorge Semprún, avec lequel elle a un fils en 1947 (l'écrivain et éditeur Jaime Semprún), puis, à partir de 1958, de l'écrivain Claude Roy (1915-1997), qu'elle aime « d'un amour de diamant » et auquel elle ne survit que deux ans.

### Carrière: d'abord une comédienne de théâtre…
Loleh Bellon est l'élève de Julien Bertheau, de Charles Dullin et de Tania Balachova. Elle débute au Théâtre de l'Atelier d'André Barsacq, en doublure de Suzanne Flon, qui, plusieurs décennies plus tard, sera la comédienne privilégiée de ses pièces. En 1949, Loleh Bellon reçoit le Prix des Jeunes comédiens pour Place de l'Étoile, une pièce de Robert Desnos.
Pendant sa longue carrière, elle joue notamment, en 1961, pour Jean-Louis Barrault, dans le rôle-titre de Judith, de Jean Giraudoux. André Malraux, présent le soir de la générale, dit à l'issue de la représentation à Madeleine Renaud : « Elle est transcendante, cette petite Bellon ».
Le nom du personnage principal du livre de Marguerite Duras, Le ravissement de Lol V. Stein, vient de Loleh Bellon.
Elle joue, entre autres, pour Peter Brook, dans Le Balcon de Jean Genet, avec Roger Planchon dans Le Cid de Corneille, pour Jean Renoir qui met en scène Jules César de Shakespeare, avec Patrice Chéreau.
Loleh Bellon, qui joue surtout au théâtre, tient aussi quelques rôles au cinéma (notamment dans Quelque part quelqu'un de sa sœur Yannick Bellon, en 1972) et à la télévision.

### ...qui devient à cinquante ans une dramaturge
En 1976, sa première pièce, Les Dames du jeudi, est créée au Studio des Champs-Élysées. Elle réunit un « trio de femmes qui se sont connues enfants à l'école et se retrouvent, la soixantaine venue, dans le logement de l'une d'elles, à l'heure du goûter. Elles parlent de la vie présente et passée avec une délicatesse qui impose aussitôt un « style Bellon » réaliste et intimiste ».
Pour Suzanne Flon qui joue dans cette pièce, comme dans quatre des pièces suivantes de l'auteur : « Loleh Bellon n'était pas taillée pour le théâtre à thème. C'était une brodeuse qui savait suivre le fil de l'instant, à l'image de ce long instant de belle texture dont sa propre vie fut faite. »
Et pour Jérôme Garcin, Loleh Bellon :
...avait une voix satinée, des mains de harpiste et des attentions maternelles. Elle écrivait des pièces qui déclinaient des émotions pizzicato et quelques situations vécues. Aux intrigues fausses, elle préférait les sentiments justes. Des vieilles dames nostalgiques qui trébuchent sur leur passé. Une femme de ménage qui passe le plumeau sur le visage d'une grande bourgeoise. Un auteur de théâtre plus attentif à la réaction de la presse qu'à l'agonie d'un proche. Un face-à-face entre une veuve abusée et sa rivale d'autrefois. Une mère impotente qui refuse de voir sa solitude, ses habitudes et ses souvenirs dérangés par une jeune fille au pair... Avant Yasmina Reza ou Jean-Marie Besset, Loleh Bellon a inauguré cette voie médiane qui ressemble à une route de la campagne tchékhovienne bordée de bouleaux.

## Activités publiques
En mai 1951, Loleh Bellon est la marraine d'un concours d'abonnement pour Femmes françaises, un magazine féminin communiste.

## Filmographie

### Cinéma
- 1946 : Le Gar de Marguenat : Lilette Audiffred
- 1949 : Le Point du jour de Louis Daquin : Marie[7]
- 1949 : Le Mystère Barton de Charles Spaak : Cathy
- 1949 : Le Parfum de la dame en noir de Louis Daquin : la bonne
- 1950 : Maître après Dieu de Louis Daquin
- 1952 : Casque d'Or de Jacques Becker : Léonie Danard
- 1957 : Un matin comme les autres de Yannick Bellon - court métrage -
- 1958 : Philippe d'Édouard Molinaro - court métrage - : Marie
- 1960 : Une question d'assurance de Pierre Kast - court métrage -
- 1960 : Le Bel Âge de Pierre Kast
- 1960 : La Morte-Saison des amours de Pierre Kast
- 1961 : Gustave Moreau de Nelly Kaplan - court métrage, documentaire : uniquement la voix -
- 1966 : À l'assaut du ciel de Jean Péré - court métrage, documentaire : seulement la narration -
- 1972 : Quelque part quelqu'un de Yannick Bellon : Raphaëlle
- 1975 : Jamais plus toujours de Yannick Bellon : Agathe
- 1981 : Les Ailes de la colombe, réalisé par Benoît Jacquot d'après le roman éponyme d'Henry James : Suzanne Berger

### Télévision
- 1957 : Énigmes de l'histoire, épisode: L’Énigme de Marie-Stella : Marie Stella
- 1959 : Les Cinq Dernières Minutes, épisode On a tué le mort de Claude Loursais : Henriette Heyrieux
- 1962 : Quatrevingt-treize d'Alain Boudet : La Flécharde
- 1963 : Siegfried de Marcel Cravenne
- 1966 : Il faut que je tue Monsieur Rumann de Guy Casaril
- 1968 : Le train de nuit de Robert Mallet : Catherine
- 1970 : Le Tribunal de l'impossible : Un esprit nommé Katie King de Pierre Badel : Anne Crookes
- 1971 : Les Nouvelles Aventures de Vidocq, épisode La Caisse de fer de Marcel Bluwal : Pauline Borghese
- 1973 : Le Jet d'eau
- 1977 : Une seconde d'éternité de Gérard Chouchan
- 1982 : Paris Saint-Lazare de Marco Pico (feuilleton télévisé) : Andrée Tasson

### Scénariste
- 1989 : Les Enfants du désordre de Yannick Bellon

### Radio
- 1967 : L'Amante anglaise de Marguerite Duras, réalisé par Jean-Jacques Vierne: la voix de Claire Lannes.

## Théâtre

### Auteur
- 1968 : Changement à vue, mise en scène Yves Bureau, Théâtre des Mathurins
- 1976 : Les Dames du jeudi, mise en scène Yves Bureau, Studio des Champs-Élysées (Prix Ibsen - 1977)

- 1978 : Changement à vue (Prix U)
- 1980 : Le Cœur sur la main
- 1984 : De si tendres liens, mise en scène Jean Bouchaud, Studio des Champs-Élysées
- 1987 : L'Éloignement
- 1988 : Une absence
- 1992 : L'Un et l'autre, mise en scène Patrice Kerbrat, Studio des Champs-Élysées
- 1995 : La Chambre d'amis

### Comédienne
- 1944 : À cheval sur la mer - L'Ombre de la ravine de John Millington Synge, mise en scène André Brut, Théâtre Gustave Doré
- 1946 : Le Rendez-vous de Senlis de Jean Anouilh, mise en scène André Barsacq, Théâtre de l'Atelier
- 1947 : L'An mil de Jules Romains, mise en scène Charles Dullin, Théâtre Sarah Bernhardt
- 1947 : L'Archipel Lenoir d'Armand Salacrou, mise en scène Charles Dullin, Théâtre Montparnasse
- 1949 : Place de l'Étoile de Robert Desnos
- 1951 : Danse sans musique de Henri Charles Richard et Albert Gray d'après Peter Cheyney, mise en scène René Clermont, Théâtre des Noctambules
- 1952 : Le Colonel Foster plaidera coupable de Roger Vailland, mise en scène Louis Daquin, Théâtre de l'Ambigu-Comique
- 1952 : Le Venin de Henri Bernstein, mise en scène de l'auteur, Théâtre des Célestins, tournée Herbert-Karsenty
- 1954 : Le Rendez-vous de Senlis de Jean Anouilh, mise en scène André Barsacq, Théâtre de l'Atelier
- 1956 : Marie Stuart de Friedrich von Schiller, mise en scène Raymond Hermantier, Théâtre de l'Humour
- 1957 : L'Autre Alexandre de Marguerite Libéraki, mise en scène Claude Régy, Théâtre de l'Alliance française
- 1958 : Humiliés et offensés d'André Charpak d'après Fiodor Dostoïevski, mise en scène Grégory Chmara, Théâtre de Poche Montparnasse
- 1960 : Le Balcon de Jean Genet, mise en scène Peter Brook, Théâtre du Gymnase
- 1961 : L'Annonce faite à Marie de Paul Claudel, mise en scène Pierre Franck, Théâtre de l'Œuvre
- 1961 : Judith de Jean Giraudoux, mise en scène Jean-Louis Barrault, Odéon-Théâtre de France
- 1962 : La Bête dans la jungle de James Lord d'après Henry James, mise en scène Jean Leuvrais, Théâtre de l'Athénée
- 1963 : La Dame aux camélias d'Alexandre Dumas, mise en scène Jean Leuvrais, Théâtre Sarah-Bernhardt
- 1965 : Ce soir, on improvise de Luigi Pirandello, mise en scène André Barsacq, Théâtre de l'Atelier
- 1968 : Changement à vue de Loleh Bellon, mise en scène Yves Bureau, Théâtre des Mathurins
- 1969 : La Contestation et la mise en pièces de la plus illustre des tragédies françaises Le Cid de Pierre Corneille, mise en scène Roger Planchon, Théâtre de la Cité de Villeurbanne
- 1970 : Alice dans les jardins du Luxembourg de Romain Weingarten, mise en scène de l'auteur, Théâtre des Mathurins
- 1972 : Le Massacre à Paris de Christopher Marlowe, mise en scène Patrice Chéreau, TNP Villeurbanne
- 1973 : Le Premier d'Israël Horovitz, mise en scène Michel Fagadau, Théâtre de Poche Montparnasse
- 1976 : Les Moutons de la nuit de Denise Bonal, mise en scène Étienne Bierry, Théâtre de Poche Montparnasse
- 1978 : Le Premier d'Israël Horovitz, mise en scène Michel Fagadau, Théâtre de Poche Montparnasse
- 1978 : Changement à vue de Loleh Bellon, mise en scène Yves Bureau, Théâtre des Mathurins
- 1979 : Changement à vue de Loleh Bellon, mise en scène Yves Bureau, Théâtre Tristan-Bernard
- 1980 : Le Premier d'Israël Horovitz, mise en scène Michel Fagadau, Théâtre de Boulogne-Billancourt

## Distinctions
- 1988 : Grand Prix du Théâtre de l’Académie Française
- Prix SACD 1995 : Prix Théâtre de la SACD

### Sources et bibliographie
- Loleh Bellon, par Brigitte Salino, Le Monde, 26 mai 1999.
- Biographie de Loleh Bellon, archive.
- Le cœur sur la main, par Jérôme Garcin, Le Nouvel Observateur no 1804, 3 juin 1999.